# Michel Charlier
Pour les articles homonymes, voir Charlier.
Michel Charlier (né le 22 avril 1949 à Crèvecœur-le-Grand et mort le 29 septembre 2020 à Besançon) est un coureur cycliste français.

## Biographie
Michel Charlier commence le cyclisme au VC Dole. Chez les amateurs, il compte plus d'une centaine de victoires.
Professionnel en 1976,, il participe la même année au Tour de France. Cette expérience ne dure cependant qu'une saison. 

## Palmarès
- 1968
  - Circuit du Morvan
- 1971
  - Tour de la Haute-Marne
- 1973
  - 2e de la Route de France
- 1974
  - Tour du Gévaudan :
    - Classement général
    - 2e étape

  - 2e du Tour du Chablais
- 1975
  - Tour du Chablais
  - 2e de la Flèche d'or (avec Patrick Mauvilly)
- 1977
  - 1re étape du Circuit de Saône-et-Loire
  - Tour du Gévaudan
  - 3e d'Annemasse-Bellegarde et retour
- 1978
  - Nice-Les Orres-Nice
  - Grand Prix de Puy-l'Évêque
  - 2e du Grand Prix de Saint-Symphorien-sur-Coise
- 1979
  - 2e de la Flèche d'or (avec Herbert Palmace)
- 1980
  - 3e de la Flèche d'or (avec Herbert Palmace)

## Résultats sur les grands tours

### Tour de France
1 participation
- 1976 : non-partant (6e étape)